# Pterolophia blairiella
Pterolophia blairiella là một loài bọ cánh cứng trong họ Cerambycidae.